# ジェントル・ソウツ
『ジェントル・ソウツ』（Gentle Thoughts）は、アメリカ合衆国のフュージョン・ギタリスト、リー・リトナーが1977年に「リー・リトナー&ジェントル・ソウツ」名義で発表したスタジオ・アルバム。

## 背景
リトナーが1970年代後半に、日本のJVCで制作したアルバムの一つである。
本作はダイレクトカッティング方式で録音され、LP片面それぞれが、曲間の無音部分も含めて完全な一発録りによる。なお、ダイレクトカッティングにより録音されたLPは、プレス枚数の制約があるため、追加プレス対策として全く同じ曲順のテイク2も録音されており、そのヴァージョンは2011年に『ジェントル・ソウル・テイク2』として初CD化された。

## 反響・評価
日本では、リトナーのリーダー・アルバムとしては初のオリコンLPチャート入りを果たし、14週トップ100入りして最高68位を記録した。スコット・ヤナウはオールミュージックにおいて5点満点中3点を付け「ラインナップは豪華だが、音楽自体はおおむね軽々しい」「リトナーのファンであれば、"Captain Fingers"の別ヴァージョン、"Feel Like Makin' Love"のカヴァー、それにハービー・ハンコック作の"Gentle Thoughts"は興味深く聴けるだろう」と評している。

## 収録曲
1. キャプテン・カリブ〜ゲッタウェイ - "Captain Caribe/Getaway" (Dave Grusin/Bernard Taylor, Peter Cor) - 9:59
2. シャンソン - "Chanson" (D. Grusin) - 4:13
3. 瞑想 - "Meiso" (Harvey Mason) - 4:52
4. キャプテン・フィンガーズ - "Captain Fingers" (Lee Ritenour) - 5:32
5. 愛のためいき - "Feel Like Makin' Love" (Gene McDaniels) - 4:48
6. ジェントル・ソウツ - "Gentle Thoughts" (Herbie Hancock, Melvin "Wah Wah" Ragin) - 8:39

## 参加ミュージシャン
- リー・リトナー - ギター
- アーニー・ワッツ - サクソフォーン、フルート
- デイヴ・グルーシン - スタインウェイ・ピアノ、ローズ・ピアノ(on #1, #2, #3)
- パトリース・ラッシェン - スタインウェイ・ピアノ、ローズ・ピアノ(on #4, #5, #6)
- アンソニー・ジャクソン - ベース
- ハーヴィー・メイソン - ドラムス
- スティーヴ・フォアマン - パーカッション